# فولکس واگن ریس توآرگ ۳
فولکس واگن ریس توآرگ ۳ یک خودروی رقابتی خارج از جاده یا آفرود بود که به‌طور ویژه برای شرکت در مسابقات رالی با هدف اصلی پیروزی در رالی داکار طراحی شده بود.

## پیروزی‌های داکار
| سال  | راننده      | کمک راننده   |
| ---- | ----------- | ------------ |
| ۲۰۱۱ | ناصر العطیه | تیمو گوتشالک |